# Ion Mihalache
Ion Mihalache (Topoloveni, 3 maart 1882 – Râmnicu Sărat, 6 maart 1963), was een Roemeens politicus.

## Vroege carrière
Ion Mihalache werd geboren in Topoloveni, district Argeș. Op 18 december 1918 was hij een van de oprichters van de Boerenpartij (Partidul Țărănesc, PȚ), een centrumlinkse partij geleid door Roemeens-Orthodoxe geestelijken en intellectuelen, die naar een radicale landhervorming streefde. Mihalache werd gekozen tot voorzitter van de PȚ en werd haar voornaamste ideoloog. Bij de parlementsverkiezingen van november 1919 boekte de PȚ een grote overwinning en verkreeg 61 van de 474 zetels in de Kamer van Afgevaardigden. De andere winnaar van de verkiezingen was de Roemeense Nationale Partij (PNR) en Alexandru Vaida-Voevod (PNR) vormde op 9 december 1919 een regering die tot 19 maart 1920 standhield. Ion Mihalache was minister van Landbouw in het kabinet-Vaida-Voevod.

## Ideeën
Mihalache stond sceptisch ten opzichte van de industrialisatie en volgens hem moest Roemenië haar oorspronkelijke karakter als landbouwstaat behouden. Hij geloofde in een grootschalige landhervorming en herverdeling van het land onder de landarbeiders waardoor er een klasse van kleine boeren zou ontstaan. De kleine boerenbedrijfjes moesten efficiënt en modern zijn en moesten zich aaneensluiten in coöperaties. Zijn ideeën en die van zijn partij gingen verder dan die van de Roemeense Nationale Partij (PNR) onder Iuliu Maniu. Desondanks streefde Mihalache naar samenwerking met de PNR om zo weer deel uit te maken van de regering. De PȚ maakte al eens deel uit van de regering in 1919, maar vanwege de landhervormingsplannen werd de partij nadien buiten de regering gehouden. Samenwerking met de PNR was de enige mogelijkheid om de PȚ weer in de regering te krijgen.
Mihalache werd vanwege zijn radicale landhervormingsideeën door zijn tegenstanders uitgemaakt voor bolsjewist, vanwege zijn uitspraken over de klassenstrijd tussen de werkende klasse in Roemenië, de boeren, en de uitbuitende klasse, de landheren en grootkapitalisten. Beide klassen waren in de ogen van Mihalache parasieten en deze klassen moesten verdwijnen. Toch geloofde Mihalache in een standenstaat, bestaande uit kleine boeren, arbeiders en de middenklasse. Iedere groep moest volgens Mihalache vertegenwoordigd zijn in het Roemeense parlement naar grootte van de klasse.
De ideeën van Mihalache lijken op die van linkse corporatisten. Zijn ideeën wijken echter af van rechtse corporatisten die geloven dat de industrialisatie een einde had gemaakt aan de sociale harmonie tussen de klassen. Linkse corporatisten als Mihalache geloofden daar niet in, volgens hen bestond er nooit zoiets als sociale harmonie tussen de klassen, de sociale harmonie moest worden gecreëerd door de opheffing van de "onproductieve klassen."
In 1923 vond er - onder leiding van de Nationaal-Liberale Partij-regering onder premier Ion I.C. Brătianu - een landhervorming plaats die gunstig uitpakte voor de landarbeiders en waarna een klasse van kleine boeren ontstond, zij was echter niet zo radicaal als Mihalache die wenste.
Ion Mihalache riep meerdere malen op tot "boerenmarsen" waarin boeren en landarbeiders gekleed in traditionele klederdracht marcheerden (zoals naar Boekarest in 1926 om het kabinet onder Vintilă Brătianu ten val te brengen) om de eisen van de boeren kenbaar te maken bij de regering.
Op 10 oktober 1926 fuseerden de PȚ en de Roemeense Nationale Partij (PNR) tot de Nationale Boerenpartij (Partidul National Țătăresc, PNȚ). Iuliu Maniu werd voorzitter van de partij en Mihalache vicevoorzitter.

## Minister
Ion Mihalache was van 11 november 1928 tot 8 juni 1930 minister van Landbouw onder premier Maniu. Onder premier Gheorghe Mironescu (PNR) was Mihalache minister van Binnenlandse Zaken (10 oktober 1930 - 4 april 1931) en onder premier Vaida-Voevod was hij minister van Financiën (6 juni 1932 - 18 oktober 1932). Daarna was hij onder premier Maniu minister van Binnenlandse Zaken (19 oktober 1932 - 14 januari 1933). Nadien was hij geen minister meer.
In 1935 was Mihalche zeer kort voorzitter van de PNȚ en liet een nieuw partijprogramma opstellen door de studiecirkel van de PNȚ onder Constantin Rădulescu-Motru, Mihail Ghelmegeanu, Ernest Ene en Petre Andrei. Het nieuwe partijprogramma was veel linkser dan het oude partijprogramma. Kort hierna werd Maniu weer voorzitter van de PNȚ.
Gedurende het grootste deel van de jaren 30 stond Mihalache bekend als een groot criticus van de autoritaire koning Carol II. Koning Carol II stelde in 1938 de grondwet buitenwerking en liet een nieuwe, autoritaire grondwet opstellen die van Roemenië een eenpartijstaat maakte met de Partij voor Nationale Renaissance als enige legale partij.

## Tijdens deTweede Wereldoorlogen de periode hierna
Ion Mihalache verzette zich tijdens de Tweede Wereldoorlog tegen de Nationaal-Legionaire Staat onder maarschalk Ion Antonescu die samen met de fascistische IJzeren Garde regeerde. De IJzeren Garde was opgericht door Corneliu Zelea Codreanu. Na de moord op de laatste werd Horia Sima voorzitter van de IJzeren Garde. Mihalache had vooral bezwaar tegen het feit dat de Gardisten in het district Muscel coöperatieve boerengemeenschappen van de voormalige PNȚ bezet hielden. Toen de IJzeren Garde in januari 1941 na een opstand buiten de regering werd gesteld, feliciteerde hij maarschalk Antonescu. Mihalache steunde de veldtocht tegen de Sovjet-Unie om zo de in 1940 aan de Sovjet-Unie afgestane gebieden (Bessarabië) terug te winnen. Hij bleef echter een tegenstander van de dictatuur.
Ion Mihalache bleef actief binnen de illegale PNȚ en steunde de pro-geallieerde staatsgreep van koning Michaël in augustus 1944.
Na de Tweede Wereldoorlog werd de PNȚ weer een legale partij en werd Mihalache weer vicevoorzitter van de PNȚ en Maniu voorzitter. Het politieke landschap van Roemenië was echter drastisch veranderd. Het land was bezet door het Rode Leger en premier was Petru Groza, een procommunistisch politicus. Langzaam maar hand werd Roemenië een volksdemocratie. De communisten steunden een groepje politici binnen de Nationale Boerenpartij - geleid door Nicolae L. Lupu en Anton Alexandrescu - om zich van de PNȚ af te scheiden om een dissidente partij op te richten (Nationale Boerenpartij - Dissident) die samen wilde werken met de Roemeense Communistische Partij (RCP). In 1946 wonnen de communisten en haar bondgenoten de parlementsverkiezingen en bonnen zij aan hun consolidatie van de macht.
In juli 1947 werd de PNȚ verboden en in dezelfde maand probeerden Maniu en Ion Mihalache het land met een vliegtuig dat klaarstond in Tămădău te ontvluchtten en een regering in ballingschap op te richten. Maniu en Mihalache werden echter aangehouden en bij een showproces veroordeeld levenslange gevangenisstraf en zware arbeid. Gezien hun leeftijden, respectievelijk 74 en 65 jaar, betekende dit de doodstraf. De rechtszaak tegen Maniu en Mihalache was een van de eerste belangrijke showprocessen in het communistische Roemenië en er zouden er nog vele volgen. Maniu en Mihalache belandden in de beruchte Sighetgevangenis te Sighetu Marmației.
Ion Mihalache overleed in 1963 in een gevangenis in de stad Râmnicu Sărat.

## Verwijzingen
1. ↑  In het kabinet van Alexandsru Vaida-Voevod
2. ↑  De opvolger van koning Carol II